# Голи, Густав Густавович фон
Густав Густавович фон Голи (1861—1928 (?)) — русский архитектор конца XIX — начала XX века. Автор зданий в Петербурге и Царском Селе.

## Биография
Родился в Санкт-Петербурге 7 (19) июня 1861 года. В 1882 году поступил в Академию художеств, которую окончил в 1888 году. За время обучения получил малую (1887) и большую (1889) серебряные медали. В ноябре 1893 года был удостоен звания классного художника 1-й степени.
Работал в Обществе религиозно-нравственного просвещения, Министерстве иностранных дел, Экспедиции заготовления государственных бумаг. Почётный член дома Анатолия Демидова. Действительный член Петербургского общества архитекторов (с 1891 года).
Был женат на дочери архитектора И. С. Китнера, Евгении.
Автор нескольких зданий в Царском Селе.

## Проекты и постройки
- Доходный дом. Набережная реки Фонтанки, 172 (1891);
- Доходный дом. 13-я Красноармейская улица, 20 (1893, 1899);
- Дом Общества религиозно-нравственного просвещения. Набережная Обводного канала, 114 (1896);
- Здания Демидовского Дома призрения трудящихся. Набережная реки Мойки, 108 (1897—1899, 1903; надстроены);
- Комплекс зданий Общества торговцев рыбного рынка. Московский проспект, 10—12 (1898—1900; надстроены);
- Доходный дом. Средний проспект Васильевского острова, 65 / 16-я линия, 41 (1899);
- Церковь св. Сергия Радонежского (совместно с Г. Д. Гриммом). Улица Ивана Черных, 20 (1899—1900, не сохранилась);
- Доходный дом. Канонёрская улица, 5 (1899—1900);
- Здание Общества религиозно-нравственного просвещения (совместно с Г. Д. Гриммом). Стремянная улица, 20, (1899—1900);
- Доходный дом П. Я. Прохорова (совместно с Г. Д. Гриммом). 3-я линия, 26 (1900);
- Доходный дом. Кронверкский проспект, 33 (1900);
- Дом Скорбященской церкви. Проспект Обуховской Обороны, 33 (1900—1904);
- Доходный дом. Верейская улица, 23 (1901);
- Церковь св. Иоанна Предтечи (участие в строительстве). Лесной проспект, 16 (1901—1903);
- Доходный дом А. Ю. Кейбеля. Большая Зеленина улица, 33 (1902—1903);
- Доходный дом Г. Г. фон Голи. Кронверкский проспект, 61 / улица Лизы Чайкиной, 28 (1902—1903);
- Доходный дом. Провиантская улица, 10 / улица Яблочкова, 2 (1902—1903);
- Причтовый дом и школа при церкви св. Сергия Радонежского (1902—1905);
- Доходный дом. 13-я линия, 36 (1903);
- Доходный дом. Большая Зеленина улица, 31 (1903);
- Доходный дом. Большая Пушкарская улица, 42 / улица Ленина, 16 (1903—1904);
- Церковь Воскресения Христова (совместно с Г. Д. Гриммом и А. Л. Гуном). Набережная Обводного канала, 116 (1904—1908);
- Доходный дом. Большой проспект Петроградской стороны, 52—54 / Гатчинская улица, 2—4 (1904—1909);
- Доходный дом. 4-я линия, 43 (1905);
- Доходный дом (левая часть). улица Репина, 1  (1905);
- Доходный дом (перестройка). Большой проспект Петроградской стороны, 33 (1908);
- Доходный дом. Гатчинская улица, 14 (1908);
- Доходный дом. Ропшинская улица, 23 (1908);
- Доходный дом. Можайская улица, 15 (1908);
- Доходный дом. Садовая улица, 97 / Канонёрская улица, 18 (1909);
- Дом Стеткевич — Государственный музей «Царскосельская коллекция». Пушкин, Магазейная улица, 40/27 (1909);
- Доходный дом. Большая Разночинная улица, 19 (1909—1910);
- Доходный дом (перестройка). 10-я линия, 13 (1910);
- Доходный дом Парфёновых. Невский проспект, 156 / Конная улица, 7 (1910—1912);
- Доходный дом (перестройка). Измайловский проспект, 22 (1911);
- Доходный дом Д. П. Парфёнова. Большой проспект ПС, 64—66 / улица Ленина, 11 / Полозова улица, 2 (1913—1914);
- Жилые дома Экспедиции заготовления государственных бумаг. Курляндская улица, 1 / Дровяная улица, 3 / Ревельский переулок, 5 (1914—1915)[6].